# Vaixell d'abastament

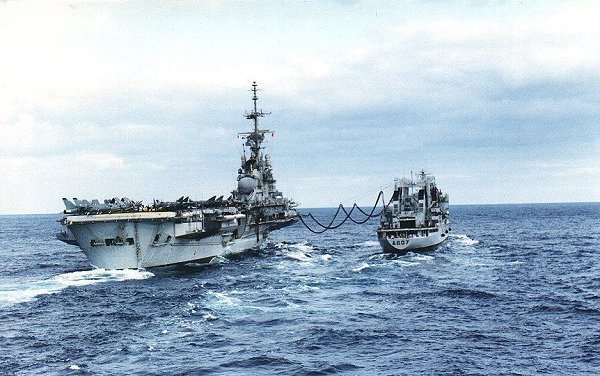
El portaavions Foch carregant combustible des del vaixell nodrissa Meuse

Un vaixell d'abastament  és un tipus de Vaixell de càrrega que es fa servir per donar suport logístic i abastament a altres vaixells, principalment de combustible, però també aliments i altres subministraments.

## En el camp militar
El desenvolupament de l'ús d'aquests vaixells és una conseqüència de la Segona Guerra Mundial, principalment per les operacions de les forces dels EUA al Pacífic, però també per les necessitats que van sorgir en les escortes dels combois.

## En el sector civil
Els vaixells d'abastament són els principals implicats per l'explotació de petroli en alta mar, són imprescindibles per una plataforma petroliera. Són polivalents i capaços de proporcionar tot el que pugui necessitar la plataforma en alta mar, i també alguns d'ells, ajuden en la tasca d'ancorar-les i moure-les de lloc.

## Flota de pesca
En una flota de pesca en alta mar un Vaixell d'abastament és aquell que està situat en un lloc determinat envoltat d'altres vaixells que tenen interrelació de treball i serveis amb aquest.
Els Vaixells d'abastament recullen el peix que pesquen per quantitat de vaixells pesquers però que no tenen capacitat per processar-(això vol dir bullir, netejar-lo, processar, enllaunat, etc.)
El Vaixell d'abastament proveirà de combustible i aliments als pesquers i mantindran una relació de treball. Al cap del temps un altre vaixell nodrissa ve i ocupa el lloc del primer portant relleu a les tripulacions dels pesquers i així continua la feina.